# محمدجواد محبت
محمدجواد محبت (زادهٔ ۱۰ اردیبهشت ۱۳۲۲ در کرمانشاه – درگذشتهٔ ۲۳ اسفند ۱۴۰۱ کرمانشاه) شاعر و آموزگار اهل ایران بود. محبت یکی از چهار شاعری است که جایزه شعر فروغ به او اختصاص یافته‌است.
۹ اثر از محبت در کتاب‌های درسی وزارت آموزش و پرورش جمهوری اسلامی ایران به چاپ رسیده بود. شناخته‌شده‌ترین اثر محمدجواد محبت شعر کاجستان (دو کاج) اوست که در کتاب درسی فارسی سال پنجم دبستان به چاپ رسیده‌است.

## زندگی
محمدجواد محبت در سال ۱۳۲۲ در کرمانشاه زاده شد. او کودکی و تحصیلات را در کرمانشاه گذراند. از دانشسرای مقدماتی دیپلم ادبی دریافت کرد و پس از تحصیل به استخدام آموزش و پرورش درآمد. محبت سپس به عنوان آموزگار در روستاهای قصر شیرین به کار مشغول شد.
نخستین شعر او با عنوان کوبی کجاست؟ به سختی‌ها و رنج‌های یکی از دانش‌آموزانش که دختری به نام کوبی بود می‌پردازد. شعرهای او از سال ۱۳۴۰ تا ۱۳۵۴ در مجله‌های توفیق، خوشه، روشنفکر، دریچه، تهران مصور و هفته‌نامهٔ مشیر چاپ می‌شدند.
پس از انقلاب ۱۳۵۷ و در سال ۱۳۶۲ به گروه نویسندگان کتاب‌های درسی پیوست و آثاری از او در کتاب‌های دوم، سوم، چهارم و پنجم ابتدایی چاپ شدند. محبت همچنین در زمینه نقد شعر و قصه‌نویسی فعال بود. او با کانون شعرا و نویسندگان امور تربیتی ادارهٔ کل آموزش و پرورش کرمانشاه و انجمن‌های ادبی رشید یاسمی، شعر جوان و ادیبان ایران همکاری داشته‌است.

## همفکران
از محمدجواد محبت به عنوان یکی از همفکران جلال آل احمد یاد شده است. این دو در قصر شیرین باهم آشنا شدند.

## از نظر دیگران
یدالله عاطفی دربارهٔ شعر او می‌نویسد:
قریحه شاعری و ذوق فطری جواد محبت، شاعر حساس و نازک‌خیال را بیشتر باید در قالب اشعار نوی او جستجو کرد که هرچه سروده نیکو بود؛ و زبان شعری مخصوصی دارد. یکی از بهترین اشعار نیمایی و لطیف و شورانگیز او منظومه بلند فصلی از یادها است. این منظومه در عین حال که بازگو کننده خاطرات گذشته شاعر است ولی جای جای آن، اندیشه‌های اجتماعی و دید سیاسی و مبارزاتی مردم آمیخته‌است.

## گرایش ضد جنگ
محمدجواد محبت بنا به عقیده و آرایی که داشت مخالف جنگ و خونریزی بود. وی بیانیه‌ای که از سوی روشنفکران و آزادیخواهان ایران علیه جنگ آمریکا و عراق صادر شد را امضاء کرد و تمایل خود را به صلح و دوستی ابراز داشت.

## یادبود
در ۱۹ بهمن ۱۳۹۴ به منظور بزرگداشت محمدجواد محبت، دبستان دخترانه ۱۵ کلاسهٔ مسکن مهر در شهرک دولت‌آباد شهر کرمانشاه به نام وی دبستان محمدجواد محبت نامگذاری شد.
در ۱۴ آّان ۱۴۰۳ همایش ملی احوال و آثار محمد جواد محبت با حضور جمعی از استادان دانشگاه، شاعران و فرهیختگان در دانشگاه رازی کرمانشاه برگزار شد.

## درگذشت و خاکسپاری
محمد جواد محبت در ۲۳ اسفند ۱۴۰۱ پس از چند سال بیماری درگذشت. مراسم خاکسپاری او روز جمعه ۲۶ اسفند ۱۴۰۱ در گورستان باغ فردوس کرمانشاه برگزار شد.

## آثار

### نوشته‌ها
- آن سوی چهرهٔ زرد خورشید
- گ‍ل‍وی س‍ب‍ز آواز، ت‍ه‍ران: ب‍ن‍ی‍اد ش‍ه‍ی‍د ان‍ق‍لاب اس‍لام‍ی، ن‍ش‍ر ش‍اه‍د، ۱۳۷۹.
- از م‍رزه‍ای ف‍ری‍اد: ک‍ت‍اب ش‍ع‍ر ش‍ه‍ادت‌، ت‍ه‍ران: ب‍ن‍ی‍اد ش‍ه‍ی‍د ان‍ق‍لاب اس‍لام‍ی، ن‍ش‍ر ش‍اه‍د، ۱۳۸۰.
- خ‍ان‍هٔ ه‍ل ات‍ی‌ (ش‍ع‍ر ع‍ل‍وی)، ک‍رم‍ان‍ش‍اه: ن‍ش‍ر ص‍ب‍ح روش‍ن، ۱۳۸۰.
- خ‍اطرات س‍ب‍ز: م‍ج‍م‍وع‍ه ش‍ع‍ر ب‍رای ن‍وج‍وان‍ان‌، ک‍رم‍ان‍ش‍اه: ن‍ش‍ر ص‍ب‍ح روش‍ن، ۱۳۸۰.
- ق‍ل‍ب را ف‍رص‍ت ح‍ض‍ور ده‍ی‍د: ک‍ت‍اب ش‍ع‍ر ن‍م‍از، ک‍رم‍ان‍ش‍اه: ن‍ش‍ر ص‍ب‍ح روش‍ن، ۱۳۸۰.
- ک‍وچ‍ه‌ب‍اغ آس‍م‍ان: ن‍م‍ازان‍ه‌ه‍ای ن‍وی‍اف‍ت‍ه‌، (دف‍ت‍ر دوم ک‍ت‍اب «ق‍ل‍ب را ف‍رص‍ت ح‍ض‍ور ده‍ی‍د»)، ک‍رم‍ان‍ش‍اه: ص‍ب‍ح روش‍ن، ۱۳۸۰.
- «آه… ای ب‍ان‍وی طوب‍ی‌س‍ای‍ه… آه» (ف‍اطم‍ی‍ات)، ک‍رم‍ان‍ش‍اه: ص‍ب‍ح روش‍ن، ۱۳۸۱.
- رگ‍ب‍ار ک‍ل‍م‍ات: ق‍ص‍ر ش‍ی‍ری‍ن و ی‍اد ن‍ی‍ش‍اب‍ور (شعر جنگ)، ت‍ه‍ران: ص‍ب‍ح روش‍ن، ۱۳۸۱.
- ک‍ج‍ای‍ی گ‍ریهٔ دل‌ن‍اص‍ب‍وران؟، ک‍رم‍ان‍ش‍اه: ص‍ب‍ح روش‍ن، ۱۳۸۱.
- با موج عطرهای بهشتی (به آستان محمد (ص، کرمانشاه: صبح روشن، ۱۳۸۲.
- ب‍ه‍ار ب‍ی پ‍ای‍ی‍ز: م‍ج‍م‍وع‍ه ش‍ع‍ر، ک‍رم‍ان‍ش‍اه: ص‍ب‍ح روش‍ن، ۱۳۸۲.
- ب‍ا ب‍ال ای‍ن پ‍رن‍ده س‍ف‍ر ک‍ن‌، ک‍رم‍ان‍ش‍اه: ص‍ب‍ح روش‍ن، ۱۳۸۳.
- صحایف گل سرخ: شعر موعود، کرمانشاه: صبح روشن، ۱۳۸۵.
- اشک، لطف می‌کند، ادارهٔ امور فرهنگی آستان قدس رضوی، معاونت تبلیغات و ارتباط اسلامی، مشهد: انتشارات قدس رضوی‏‫‏، ۱۳۸۵.
- از سال‌های دور و نزدیک: گزیدهٔ اشعار محمدجواد محبت، تهران: مؤسسهٔ نمایشگاه‌های ایران، نشر تکا‏‫‏، ۱۳۸۷. ‬
- نت آواز قناری‌ها، کرمانشاه: صبح روشن‏‫، ۱۳۹۰. ‬
- نردبان آسمان: مجموعه شعر نماز، به سفارش مرکز آفرینش‌های ادبی استان کرمانشاه، تهران: شرکت انتشارات سوره مهر، ‏‫‬‏۱۳۹۶.
- با چشم‌های شرقی:‏‫ دفتر غزل‌های محمدجواد محبت، تهران: مؤسسهٔ فرهنگی هنری شاعران پارسی‌زبان‏‫، ‏‫۱۴۰۰. ‬‬

### ویراستاری و گردآوری
- گ‍زی‍دهٔ ادب‍ی‍ات م‍ع‍اص‍ر: م‍ج‍م‍وع‍ه ش‍ع‍ر، گردآوری م‍ح‍م‍دج‍واد م‍ح‍ب‍ت، ت‍ه‍ران: ک‍ت‍اب ن‍ی‍س‍ت‍ان، ۱۳۷۸.
- در ب‍اغ‌س‍ار ش‍ع‍ر م‍ع‍ل‍م: م‍س‍اب‍ق‍هٔ ش‍ع‍ر م‍ع‍ل‍م‌، آراس‍تهٔ م‍ح‍م‍دج‍واد م‍ح‍ب‍ت، وزارت آم‍وزش و پ‍رورش، م‍ع‍اون‍ت ب‍رن‍ام‍ه‌ری‍زی و ن‍ی‍روی ان‍س‍ان‍ی، س‍ت‍اد م‍رک‍زی ب‍زرگ‍داش‍ت م‍ق‍ام م‍ع‍ل‍م، ک‍رم‍ان‍ش‍اه: ن‍ش‍ر ص‍ب‍ح روش‍ن، ۱۳۷۸؛ ت‍ه‍ران: ان‍وار، ۱۳۷۹.
- از آت‍ش خ‍ی‍م‍ه‌ه‍ای ع‍اش‍ورا: س‍روده‌ه‍ای ب‍رت‍ر در م‍س‍اب‍ق‍هٔ ش‍ع‍ر م‍عل‍م‌، ت‍ه‍ی‍ه و ت‍دوی‍ن س‍ت‍اد م‍رک‍زی ب‍زرگ‍داش‍ت م‍ق‍ام م‍ع‍ل‍م، وی‍راس‍ت‍ار م‍ح‍م‍دج‍واد م‍ح‍ب‍ت، ک‍رم‍ان‍ش‍اه: ن‍ش‍ر ص‍ب‍ح روش‍ن، ۱۳۷۸؛ ت‍ه‍ران: ان‍وار‏‫، ۱۳۷۹. ‬
- پ‍ن‍ج‍رهٔ رو ب‍ه ب‍اغ: ی‍ادن‍ام‍هٔ ش‍ب‌ه‍ای ش‍ع‍ر ب‍ر ب‍ال خ‍ی‍ال ن‍ازک‌ان‍دی‍ش‍ان‌، ب‍ه‌اه‍ت‍م‍ام م‍ح‍م‍دج‍واد م‍ح‍ب‍ت، ب‍ا ه‍م‍ک‍اری ان‍ج‍م‍ن ش‍ع‍ر و ادب رش‍ی‍د ی‍اس‍م‍ی، ک‍رم‍ان‍ش‍اه: ص‍ب‍ح روش‍ن، ۱۳۸۰.
- سبزترین واژهٔ اهورایی، آراستهٔ محمدجواد محبت، ستاد مرکزی بزرگداشت مقام معلم، وزارت آموزش و پرورش، به سفارش دفتر اجرایی طرح کتاب شهر، ‫تهران‬: مؤسسهٔ نشر شهر، ‏‫۱۳۸۷. ‬

### مجموعه‌های مشترک
- پرواز عشق «شهدای عرفه/ پرواز ۲۳۲»: مجموعهٔ شعر در رثای سردار شهید احمد کاظمی و ۱۱ نفر از همراهان، اشعاری از حسین اسرافیلی، رضا اسماعیلی، شیرینعلی گلمرادی، عبدالرحیم سعیدی‌راد، محمدجواد محبت، به کوشش محمدقاسم فروغی‌جهرمی، تهران: سپاه پاسداران انقلاب اسلامی، اداره روابط عمومی و انتشارات، ‏‫‏۱۳۸۸.

## جوایز
- دریافت جایزه شعر فروغ در سال ۱۳۵۲
- دریافت دو بار تقدیرنامه در سال‌های جنگ ایران و عراق